# 粘膜下粘液性角膜營養不良
粘膜下粘液性角膜營養不良（SMCD），是一种罕见的角膜营养不良。 1993年，Feder等人首次描述了此疾病。在患者的鲍曼层前部，會检测到糖胺聚糖沉积物并鉴定为硫酸软骨素和硫酸皮膚素。